# Frédéric Liebstoeckl
Frédéric Liebstoeckl (Viena, Austria, 4 de noviembre de 1900-Thônex, Suiza, 18 de mayo de 1979) fue un organista, periodista y crítico musical austriaco, especialmente recordado por haber sido el cofundador junto a Henri Gagnebin del Concurso Internacional de música de Ginebra en 1939.

## Carrera musial
Estudió crítica musical junto con el libretista Hans Liebstöckl y obtuvo el certificado en 1919. También estudió violín. En marzo de 1938, poco antes de comenzar la Segunda Guerra Mundial fue seleccionado por la Gestapo para ser militar.